# Sumo (album)
Sumo è il quinto album in studio del gruppo musicale italiano Management, pubblicato il 13 novembre 2019 dall'etichetta Full Heads e distribuito dalla Audioglobe.

## Descrizione
Sumo è il primo album in studio del Management dopo la riduzione del nome dall'originale «Management del dolore post-operatorio». Secondo Luca Romagnoli e Marco Di Nardo, rispettivamente autore e compositore del gruppo, il cambio di nome è dovuto ad una «diversa maturità artistica» acquisita durante la produzione del disco. I due musicisti hanno infatti ribadito come Sumo si discosta dal cantautorato di protesta che ha caratterizzato i precedenti lavori del Management, prediligendo una dimensione più intima e personale già in parte sperimentata nel loro quarto album in studio, Un incubo stupendo (2017).
Il disco è stato registrato presso l'Auditorium Novecento di Napoli, lo storico studio della Phonotype che negli anni sessanta ha prodotto alcuni tra i lavori più influenti e rappresentativi del cantautorato partenopeo e italiano. I membri del Management hanno affermato di esser stati fortemente influenzati dalla produzione musicale di quel periodo storico. La copertina dell'album, in parte ispirata al brano Luna rossa (1955) di Roberto Murolo, raffigura una luna rossa su sfondo bianco e richiama la bandiera del Giappone, al quale si riallaccia il titolo del disco.
L'album si chiude con una canzone collettiva che vede il contributo dei fan del gruppo, i quali hanno partecipato alla stesura del testo tramite i canali web del Management. Come la luna è stato annunciato come primo singolo estratto dal disco.

## Tracce
Testi di Luca Romagnoli, musiche di Marco Di Nardo.
1. Avorio – 2:50
2. Sumo – 3:02
3. Come la luna – 3:05
4. Chiara scappiamo – 2:46
5. Per i tuoi occhi tristi – 4:04
6. Sto impazzendo – 3:10
7. Forte forte – 2:40
8. La notte nelle vene – 3:41
9. Soltanto acqua – 2:57
10. Sessossesso – 2:49